# Kipling (Carolina del Norte)
Kipling es un área no incorporada ubicada del condado de Harnett en el estado estadounidense de Carolina del Norte. La comunidad está situada a lo largo U.S. Route 401 en el municipio de Hectors Creek de condado de Harnett entre las comunidades de Cape Fear y Chalybeate Springs al norte de Lillington. Anteriormente conocida como la tienda de Bradley durante finales del siglo XIX. 